# Scoop rám

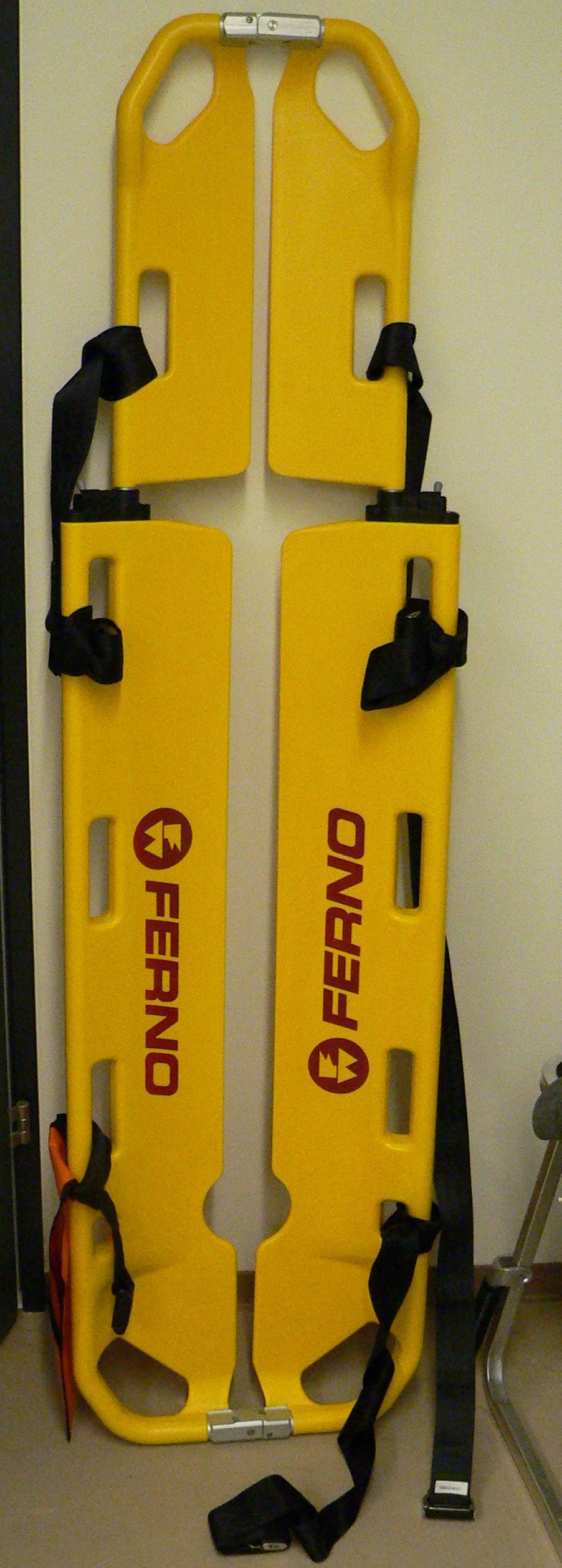
Scoop rám

Scoop rám (také scoop nosítka) jsou speciální nosítka určená pro šetrný transport pacienta, a to zejména v případech, kdy má zachránce podezření na poranění míchy nebo páteře. Scoop rám neslouží jako imobilizační zařízení, ale jako pomůcka ke zvednutí pacienta tak, aby se minimalizoval jeho pohyb při manipulaci. Rám bývá nejčastěji vyroben z hliníku nebo odolného plastu.

## Historie
Scoop rám byl poprvé vynalezen ve Spojených státech v roce 1947 Wallacem W. Robinsonem. 11. března 1947 byl vynálezu udělen patent, avšak do současné podoby se scoop rám dostal až 6. července 1970. Patent získali Elroy E. Bourgraf a Kenneth R. Self, zaměstnanci společnosti Ferno Washington Inc., jednoho z největších výrobců nosítek.

## Použití
Scoop rám se skládá ze dvou částí, které jsou svisle na obou stranách spojeny zvláštními sponami. Ty obě poloviny rámu spojí pevně tak, že vytvoří jedno nosítko. V případě, kdy je potřeba pacienta vyzvednout, se pod něj jednotlivé části rámu položí a tlačí proti sobě až dojde ke spojení. Tím dojde k minimální manipulaci s pacientem. Poté, co je pacient přenesen na vhodné místo, bývá přeložen na některé z imobilizačních zařízení, například na páteřní desku nebo do vakuové matrace. Rám je také délkově nastavitelný.
Scoop rám bývá obvykle využíván v situacích, kdy má zachránce podezření na poranění míchy nebo páteře, ale lze jej využít i v jiných situacích, např. ve stísněných prostorách, kde je manipulace s klasickými nosítky obtížná nebo nemožná. Někdy bývá scoop rám užíván i pro transport pacienta na schodišti. Scoop rám neslouží jako náhrada klasických nosítek.
Scoop rám je přítomen v sanitních vozidlech, vrtulnících letecké záchranné služby a dalších prostředcích zdravotnických záchranných služeb. Využívá jej i horská služba.

## Galerie

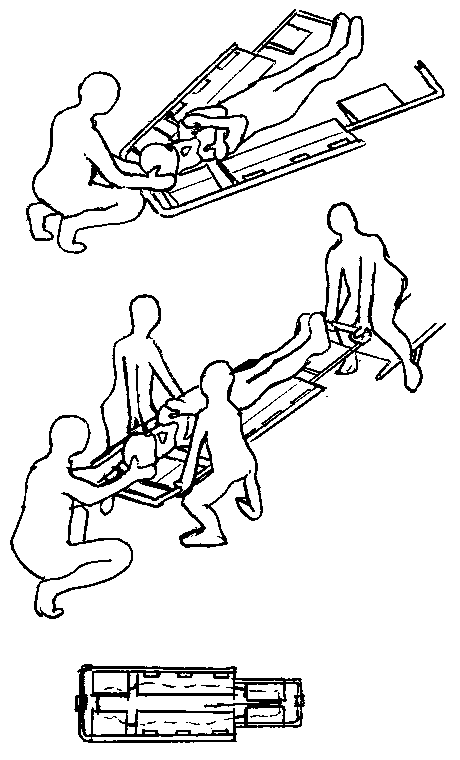
Na horním obrázku pokládá zachránce scoop rám pod pacienta, uprostřed je pacient transportován a na dolním obrázku je pohled zespodu
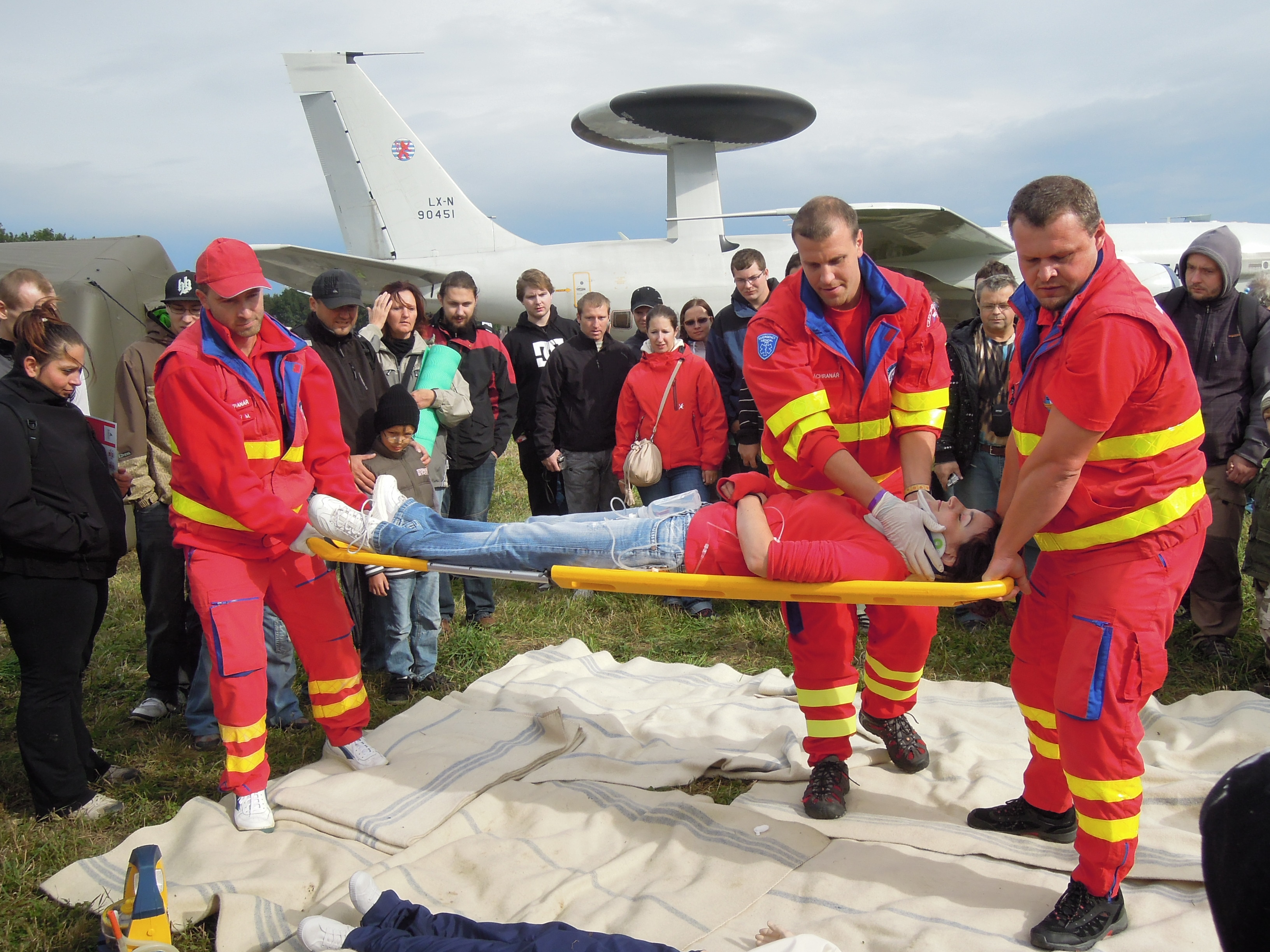
Záchranáři transportují pacientku na schoop rámu
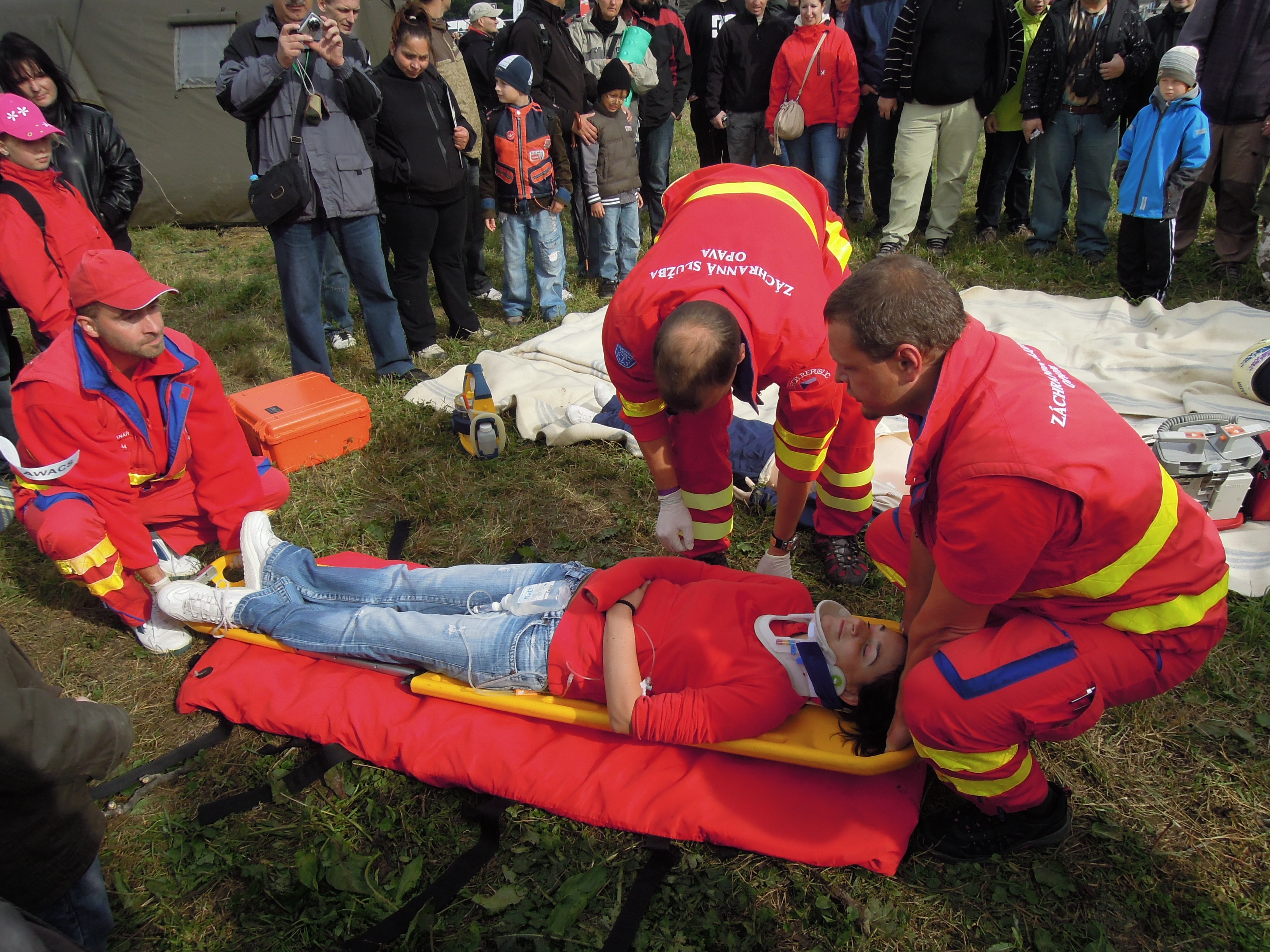
Pacientka na scoop rámu před přeložením na vakuovou matraci
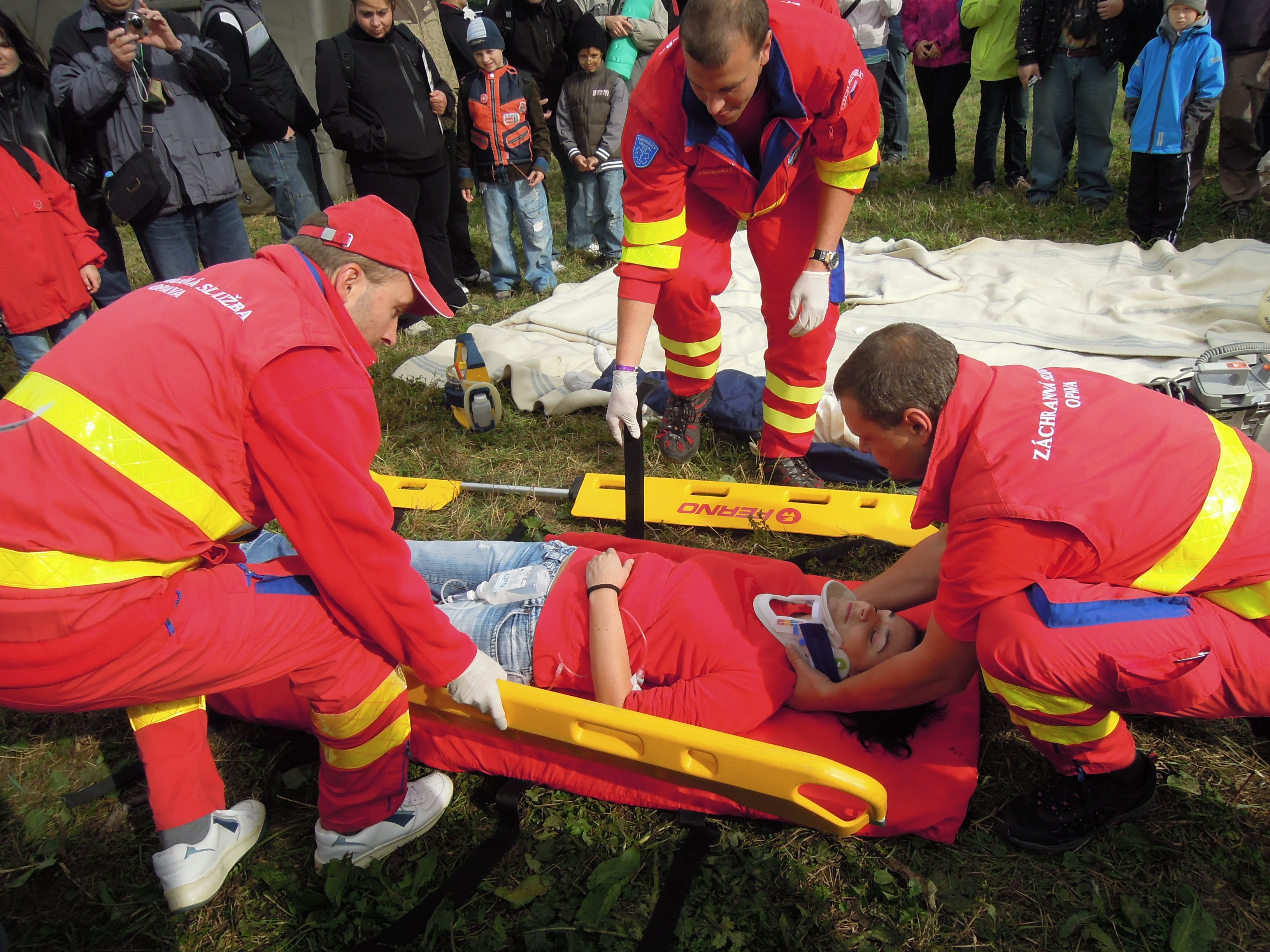
Pacientka je přeložena na vakuovou matraci, části rozloženého scoop rámu jsou podél matrace